# Peter de Roo
Peter de Roo (Amsterdam, 16 februari 1970) is een Nederlands voormalig voetballer en huidig voetbaltrainer.
Als voetballer begon De Roo bij de amateurs van VV Uithoorn en VV Drachten. Hij maakte in 1989 de overstap naar het betaalde voetbal en speelde als middenvelder achtereenvolgens voor BV Veendam en SC Cambuur. Een slepende achillespeesblessure zorgde ervoor dat hij in 2001 moest stoppen met betaald voetbal.
De Roo werd vervolgens trainer van de beloften van SC Cambuur en assistent bij het eerste elftal. Van 2005 tot 2008 was hij technisch directeur bij SC Cambuur. Tegenwoordig is hij technisch directeur van de staat Queensland namens de FFA.